# Донни Монтелл
Донатас Монтвидас (лит. Donatas Montvydas; род. 22 октября 1987, Вильнюс), выступающий под псевдонимом Донни Монтелл (Donny Montell) — литовский певец, победитель международного конкурса исполнителей эстрадной песни Витебск-2008 на фестивале Славянский базар, участник Новой Волны-2011 в Юрмале, представитель Литвы на конкурсе песни Евровидение 2012 и 2016.
Отец — рок-музыкант, старшая сестра — профессиональный танцор.

## Евровидение-2012
На Евровидение  поехал с песней «Love Is Blind» («Любовь слепа»). В полуфинале выступал 18-м и занял 3 место, выйдя в финал. Набрал 104 очка (максимальную оценку — по 10 баллов — получил от Великобритании, Эстонии, Беларуси и Мальты). В финале выступал под 4-м номером и занял 14-е место с 70 очками (12 очков получил от Грузии, 5 от России).
Его песня «Love Is Blind» также записана и на русском языке под названием «Нам любовь дана»

## Евровидение-2016
Выиграл литовский отбор на Евровидение, в финале отбора он получил по 12 баллов (максимальная оценка) от жюри и телезрителей. Таким образом, получил второй шанс представлять Литву на Евровидение-2016 с песней «I've Been Waiting for This Night».
Во 2-м полуфинале выступал 9-м и занял 4 место, выйдя в финал. Набрал 222 очка (максимальную оценку — 12 баллов получил от жюри Латвии, по 10 баллов — получил от жюри Беларуси и Дании, по 8 баллов — от жюри Норвегии, Швейцарии, Великобритании, Украины), также получил хотя бы по 1-му баллу от всех стран, кроме Албании. В финале выступал под 16-м номером и занял 9-е место с 200 очками (12 очков получил от жюри Украины, 10 — от жюри Беларуси и Латвии, 8 — от жюри Сербии).

## Семья
В сентябре 2013 года женился на танцовщице Веронике Монтвидене. В октябре 2013 года у них родилась дочь Аделе. В 2017 году — сын Каюс.